# 埃佩莱克
埃佩莱克（法語：Éperlecques，法語發音：[epɛʁlɛk]）是法国上法蘭西大區加来海峡省的一个市镇，属于圣奥梅尔区。

## 地理
埃佩莱克（50°48'23"N, 2°9'6"E）面积25.56 平方千米，位于法国上法蘭西大區加来海峡省，该省份为法国北部沿海省份，西北濒北海，南至索姆省，东临北部省。
与埃佩莱克接壤的市镇（或旧市镇、城区）包括：巴扬冈莱塞佩莱克、奥尔克、乌勒、芒克-诺尔贝库尔、曼克尼约尔莱、吕曼盖姆、瓦特。

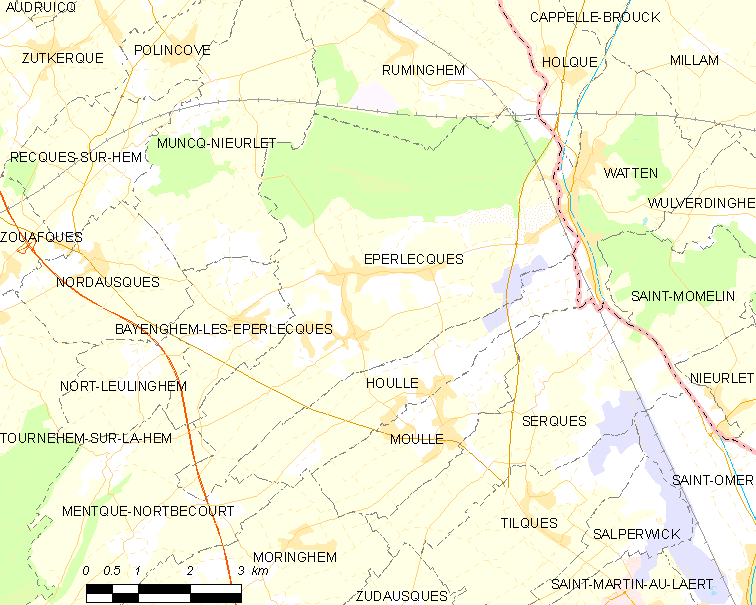
埃佩莱克的OSM定位图

埃佩莱克的时区为UTC+01:00、UTC+02:00（夏令时）。

## 行政
埃佩莱克的邮政编码为62910，INSEE市镇编码为62297。

## 政治
埃佩莱克所属的省级选区为圣奥梅尔县。

## 人口

1962-2008年间埃佩莱克人口变化图示

埃佩莱克于2022年1月1日时的人口数量为3740人。